# Portugals Davis Cup-lag
Portugals Davis Cup-lag styrs av portugisiska tennisförbundet och representerar Portugal i tennisturneringen Davis Cup, tidigare International Lawn Tennis Challenge. Portugal debuterade i sammanhanget 1925. Laget kvalade till elitdivisionen Davis Cup. En stor framgång var då man samma år slog Storbritannien med 4–1 i Europa-Afrikazonens grupp I. Laget leddes av João Cunha e Silva, Nuno Marques och Emanuel Couto, och förlorade mot Kroatien med 0–4 (sista omgången avbröts).